# Niesslia
Niesslia es un género de hongos de la familia Niessliaceae. El género contiene 23 especies.

## Especies
- Niesslia aemula
- Niesslia agavacearum
- Niesslia anacardii
- Niesslia cladoniicola
- Niesslia coloradensis
- Niesslia erysiphoides
- Niesslia exigua
- Niesslia exilis
- Niesslia exosporioides
- Niesslia globospora
- Niesslia haglundii
- Niesslia horridula
- Niesslia ilicifolia
- Niesslia kununguakii
- Niesslia lanea
- Niesslia lanuginosa
- Niesslia lobariae
- Niesslia microspora
- Niesslia muelleri
- Niesslia palmicola
- Niesslia pandanicola
- Niesslia pseudocyphellariae
- Niesslia pulchriseta
- Niesslia robusta
- Niesslia rubi-idaei
- Niesslia schizospora
- Niesslia stictarum
- Niesslia subiculosa
- Niesslia sukauensis
- Niesslia tetrahedrospora
- Niesslia tiroliensis
- Niesslia yaganae